# Franco Agamenone
Franco Agamenone (Rio Cuarto, 15 aprile 1993) è un tennista argentino naturalizzato italiano.

## Carriera

### 2009-2017, inizi da professionista e primi titoli come argentino
Nato e cresciuto in Argentina, nella prima parte della carriera si mette in luce nei tornei del circuito ITF Futures, nel quale fa la prima apparizione nel 2009. Nel 2010 perde la prima finale ITF in doppio e nel 2012 alza il primo trofeo da professionista vincendo il torneo di doppio all'ITF Futures Argentina F12. In singolare disputa la prima finale nel 2014, l'anno successivo vince il primo torneo al Futures Argentina F4 e nelle due stagioni seguenti raccoglie tre successi su cinque finali disputate. Dopo aver vinto 22 titoli ITF in doppio, nel novembre 2017 si aggiudica il primo torneo Challenger vincendo in doppio al Santiago 2

### 2018-2020, squalifica e cittadinanza sportiva italiana
Il miglior risultato del 2018 è la finale raggiunta a ottobre nel torneo di doppio del Campinas Challenger. Nel 2019, successivamente a un controllo antidoping, viene trovato positivo a un diuretico e squalificato per dieci mesi per assunzione non intenzionale. Nel 2019 vince un altro torneo Challenger in doppio a Santiago del Cile. Nel 2020 sceglie di gareggiare per l'Italia e si trasferisce a Lecce, dove era già tesserato e disputava gli incontri del campionato italiano per la società TC Lecce. Nell'arco di quella stagione disputa senza successo tre finali ITF in singolare.

### 2021, primi titoli Challenger e top 200 in singolare
Da gennaio a luglio del 2021 conquista cinque titoli Futures su nove finali disputate. Ad agosto vince il primo torneo del circuito Challenger a Praga battendo in finale Ryan Peniston e due settimane dopo vince il secondo Challenger con il successo in finale su Sebastián Báez a Kiev. Verso fine anno consegue altri discreti risultati e a novembre entra nella top 200, con una scalata di 477 posizioni da inizio stagione.

### 2022, prima semifinale ATP e 108º nel ranking
Dopo un discreto inizio del 2022, a marzo si aggiudica il titolo in doppio al Challenger di Roseto degli Abruzzi. A maggio vince a Roma il suo terzo titolo Challenger in carriera in singolare e sale al 151º posto mondiale. Gioca per la prima volta le qualificazioni dell'Open di Francia e perde al terzo turno di qualificazione, tuttavia viene ripescato come lucky loser ed entra così per la prima volta nel tabellone principale di uno Slam, senza aver ancora esordito nel circuito ATP. Al primo turno viene sconfitto al quarto set dal nº 60 del ranking Mackenzie McDonald.
A luglio supera le qualificazioni anche al torneo ATP di Umago, e con il successo in tre set su Laslo Đere al primo turno, conquista la prima vittoria a livello ATP. Supera quindi in tre set il nº 32 del ranking mondiale Sebastián Báez. La vittoria su Marco Cecchinato gli garantisce la disputa della sua prima semifinale nel circuito maggiore, che perde in due set contro il nº 10 del mondo Jannik Sinner, futuro vincitore del torneo. Con questi risultati porta il best ranking alla 108ª posizione mondiale. Dopo una serie di sconfitte subite nei tre mesi successivi, torna a mettersi in luce verso fine ottobre vincendo il torneo di doppio e raggiungendo la semifinale in singolare al Challenger Coquimbo II. Il mese dopo si ferma in semifinale anche all'Uruguay Open.

### 2023, discesa nel ranking e primo titolo Challenger 125
Il 2023 inizia con 6 sconfitte consecutive in singolare e scende al 170º posto mondiale, il primo risultato di rilievo è la semifinale raggiunta ad aprile all'Open Barletta. Non consegue risultati importanti nel periodo successivo e a giugno scende alla 178ª posizione mondiale. A luglio si aggiudica il titolo più importante da inizio carriera al Braunschweig Open, vincendo il suo primo Challenger 125 con il successo in finale su Pavel Kotov per 7-5, 6-3. Gli vanno in scadenza i punti guadagnati l'anno prima a Umago e a settembre esce dalla top 200 in singolare. In ottobre perde la finale di doppio all'AAT Challenger Santa Fe II.

### 2024-2025, crollo nel ranking
Nella prima parte del 2024 si mantiene vicino alla top 200 con due semifinali raggiunte nei tornei Challenger. A luglio scadono i punti guadagnati al Challenger di Braunschweig l'anno prima ed esce dalla top 300. Non va oltre i quarti nei Challenger successivi e torna a giocare nei tornei ITF, esce anche dalla top 400 e vi rientra vincendo un torneo ITF M15 in Turchia a dicembre. Non compie sostanziali progressi nella prima parte del 2025, alterna le presenze tra i Challenger e gli ITF e a giugno vince un ITF M25 a Belgrado.

## Statistiche
Aggiornate al 30 giugno 2024.

### Tornei minori

#### Singolare

##### Vittorie (15)
| Legenda tornei minori |
| Challenger (4)        |
| ITF (11)              |

| N.  | Data              | Torneo                            | Superficie  | Avversario in finale | Punteggio        |
| 1.  | 10 maggio 2015    | Argentina F4, Villa María         | Terra rossa | Hernan Casanova      | 6-3, 7-6(4)      |
| 2.  | 25 settembre 2016 | Tunisia F24, Hammamet             | Terra rossa | Valentin Vacherot    | 6-0, 6-1         |
| 3.  | 30 ottobre 2016   | Ecuador F3, Salinas               | Terra rossa | Roberto Quiroz       | 6-2, 6(3)-7, 6-0 |
| 4.  | 20 novembre 2016  | Bolivia F2, Cochabamba            | Terra rossa | Matias Zukas         | 6-2, 6-1         |
| 5.  | 24 gennaio 2021   | M15 Cairo, Il Cairo               | Terra rossa | Filip Cristian Jianu | 7-6(0), 6-4      |
| 6.  | 11 aprile 2021    | M15 Monastir, Monastir            | Cemento     | Antoine Escoffier    | 6(2)-7, 6-3, 6-2 |
| 7.  | 18 aprile 2021    | M15 Monastir, Monastir            | Cemento     | Eliakim Coulibaly    | 6-2, 6-3         |
| 8.  | 27 giugno 2021    | M25 Montauban, Montauban          | Cemento     | Jonathan Eysseric    | 6-2, 6-1         |
| 9.  | 11 luglio 2021    | M25 Casinalbo, Casinalbo          | Terra rossa | Matteo Arnaldi       | 6-4, 7-5         |
| 10. | 28 agosto 2021    | Prague Open Challenger III, Praga | Terra rossa | Ryan Peniston        | 6-3, 6-1         |
| 11. | 12 settembre 2021 | Kyiv Open, Kiev                   | Terra rossa | Sebastián Báez       | 7-5, 6-2         |
| 12. | 1º maggio 2022    | Roma Open, Roma                   | Terra rossa | Gian Marco Moroni    | 6-1, 6-4         |
| 13. | 15 luglio 2023    | Braunschweig Open, Braunschweig   | Terra rossa | Pavel Kotov          | 7-5, 6-3         |
| 14. | 22 dicembre 2024  | M15 Antalya, Adalia               | Terra rossa | Arthur Reymond       | 6-2, 6-4         |
| 15. | 8 giugno 2025     | M25 Belgrade, Belgrado            | Terra rossa | Eric Vanshelboim     | 7-6(4), 6-4      |

##### Sconfitte in finale (9)
| Legenda tornei minori |
| Challenger (0)        |
| ITF (9)               |

| N. | Data              | Torneo                               | Superficie  | Avversario in finale          | Punteggio     |
| 1. | 13 novembre 2014  | Chile F7, Concepción                 | Terra rossa | Matias Sborowitz              | 6-3, 5-7, 4-6 |
| 2. | 6 agosto 2017     | Austria F5, Vogau                    | Terra rossa | Dennis Novak                  | 3-6, 2-6      |
| 3. | 3 settembre 2017  | Romania F12, Brașov                  | Terra rossa | Laurynas Grigelis             | 2-6, 2-6      |
| 4. | 23 febbraio 2020  | M25 Punta del Este, Punta del Este   | Terra rossa | Santiago Fa Rodríguez Taverna | 3-6, 4-6      |
| 5. | 13 settembre 2020 | M15 Bucharest, Bucarest              | Terra rossa | Timofej Skatov                | 4-6, 4-6      |
| 5. | 20 settembre 2020 | M15 Curtea de Arges, Curtea de Argeș | Terra rossa | Duje Ajduković                | 6-2, 4-6, 4-6 |
| 6. | 14 marzo 2021     | M15 Monastir, Monastir               | Cemento     | Naoki Nakagawa                | 6(3)-7, 4-6   |
| 7. | 4 aprile 2021     | M15 Monastir, Monastir               | Cemento     | Aziz Dougaz                   | 3-6, 4-6      |
| 8. | 30 maggio 2021    | M25 Most, Most                       | Cemento     | Dalibor Svrcina               | 4-6, 6(3)-7   |
| 9. | 4 luglio 2021     | M25 Bourg-en-Bresse, Bourg-en-Bresse | Cemento     | Viktor Durasovic              | 1-6, 1-6      |

#### Doppio

##### Vittorie (43)
| Legenda tornei minori |
| Challenger (4)        |
| ITF (39)              |

| N. | Data             | Torneo                                                      | Superficie  | Compagno         | Avversario in finale           | Punteggio           |
| 1. | 18 novembre 2017 | Santiago Challenger 2, Santiago del Cile                    | Terra rossa | Facundo Argüello | Máximo González Nicolás Jarry  | 6-4, 3-6, [10-6]    |
| 2. | 9 marzo 2019     | Santiago Challenger, Santiago del Cile                      | Terra rossa | Fernando Romboli | Facundo Argüello Martin Cuevas | 7-6(5), 1-6, [10-6] |
| 3. | 19 marzo 2022    | Challenger di Roseto degli Abruzzi II, Roseto degli Abruzzi | Terra rossa | Manuel Guinard   | Ivan Sabanov Matej Sabanov     | 7-6(2), 7-6(3)      |
| 4. | 22 ottobre 2022  | Challenger Coquimbo II, Coquimbo                            | Terra rossa | Hernán Casanova  | Karol Drzewiecki Jakub Paul    | 6-3, 6-4            |

##### Sconfitte in finale (14)
| Legenda tornei minori |
| Challenger (3)        |
| ITF (12)              |

| N. | Data            | Torneo                               | Superficie  | Compagno           | Avversario in finale                         | Punteggio           |
| 1. | 6 ottobre 2018  | Campinas Challenger, Campinas        | Terra rossa | Fernando Romboli   | Hugo Dellien Guillermo Durán                 | 5-7, 4-6            |
| 2. | 26 marzo 2022   | Zadar Open, Zara                     | Terra rossa | Manuel Guinard     | Zdeněk Kolář Andrea Vavassori                | 6-3, 6(7)-7, [6-10] |
| 3. | 21 ottobre 2023 | AAT Challenger Santa Fe II, Santa Fe | Terra rossa | Mariano Kestelboim | Santiago Fa Rodríguez Taverna Luca Margaroli | 6(2)-7, 4-6         |